# Naranjito (Naranjito)
Naranjito es un barrio-pueblo ubicado en el municipio de Naranjito en el estado libre asociado de Puerto Rico. En el Censo de 2010 tenía una población de 1157 habitantes y una densidad poblacional de 3.753,95 personas por km².

## Geografía
Naranjito se encuentra ubicado en las coordenadas 18°18′5″N 66°14′59″O / 18.30139, -66.24972. Según la Oficina del Censo de los Estados Unidos, Naranjito tiene una superficie total de 0.,1 km², de la cual 0,31 km² corresponden a tierra firme.

## Demografía
Según el censo de 2010, había 1157 personas residiendo en Naranjito. La densidad de población era de 3.753,95 hab./km². De los 1157 habitantes, Naranjito estaba compuesto por el 83,23% blancos, el 5,62% eran afroamericanos, el 1,12% eran amerindios, el 0,35% eran asiáticos, el 7,61% eran de otras razas y el 2,07% pertenecían a dos o más razas. Del total de la población el 99,14% eran hispanos o latinos de cualquier raza.